# Disphragis sexnotata
Disphragis sexnotata är en fjärilsart som beskrevs av William James Kaye 1924. Disphragis sexnotata ingår i släktet Disphragis och familjen tandspinnare. Inga underarter finns listade i Catalogue of Life.